# Філандер Чейз Нокс
Філандер Чейз Нокс (англ. Philander Chase Knox; 6 травня 1853 — 12 жовтня 1921) — американський політик-республіканець, 40-й Держсекретар США, 44-й Генеральний прокурор США, а також сенатор.

## Біографія
Філандер Нокс народився в Браунсвіллі, Пенсильванія, одним з дев'яти дітей Девіда Нокса, банкіра, і Ребеки Пейдж Нокс, громадського діяча і філантропа.
У 1872 закінчив Маунт Юніон Коледж. Саме там він подружився з Вільямом Мак-Кінлі.
У 1880 році Нокс одружився з Ліллі Сміт, дочкою Ендрю Сміта з фірми Smith, Sutton and Co ..
У 1875 році Нокса взяли в колегію адвокатів. Практикував в Піттсбурзі. B 1876—1877 він був помічником прокурора Західного округу Пенсильванії. У 1897 році став головою Асоціації адвокатів Пенсильванії.
Був найпопулярнішим Пітсбурзького адвокатом. Разом з Джеймсом Рідом заснував фірму Reed Knox (зараз Reed Smith LLP). Був учасником клубу рибалок South Fork Fishing and Hunting Club, якому належала дамба Соут Форк. 31 травня 1889 її прорвало (Джонстаунское повінь). Деякі учасники створили гуманітарний комітет, який допомагав постраждалим. Незабаром на клуб посипалися позови, в яких вина за повінь повністю покладалася на його членів. Нокс і Рід виграли велику частину судових процесів. Також він деякий час працював президентом 5-го Національного банку Піттсбурга, а потім Національного торговельного банку Піттсбурга. Там же отримав прізвисько «сонний Філ», так як запросто міг заснути на засіданні правління.
У 1901 році допоміг у розвитку компанії US Steel.
5 квітня 1901 президент Вільям Мак-Кінлі призначив Нокса Генеральним прокурором США. Працював і в кабінеті Рузвельта, до 1904 року.
У 1904 році ввів поняття «доларова дипломатія».
Відомий своєю фразою, сказаної Рузвельту: «Пане президенте, не дозволяйте такому великому досягненню відчувати незручності від законів» (мав на увазі будівництво Панамського каналу).
У червні 1904 губернатор Пенсильванії Семюель Пенніпекер призначив Філандера Нокса в Сенат США на місце померлого Метью Куея.
На Національної республіканської конвенції 1908 запропонував свою кандидатуру для висунення на пост президента США (невдало).
У лютому 1909 Вільям Тафт формував свій майбутній кабінет, місце Держсекретаря у якому дісталося Філандера Ноксу. Зайняв він його тільки після зниження окладу до 8000 $.
На цій посаді Нокс реорганізував роботу дипломатичних місій, виступав прихильником заохочення американських інвестицій за кордоном. При ньому була прийнята Шістнадцята поправка до Конституції США.
З 1913 року і до моменту повторного обрання в Сенат займався адвокатською практикою в Піттсбурзі.
На Національної республіканської конвенції 1920 знову запропонував свою кандидатуру для висунення на пост президента США (невдало).
У квітні 1921 брав участь у розробці резолюції, яка повинна була формально завершити Першу світову війну для США. 21 липня того ж року президент Воррен Гардінг підписав об'єднану резолюцію Нокса-Портера.
12 жовтня 1921 Філандер Чейз Нокс помер.